# كريستين بريستول
كريستين بريستول (بالنرويجية: Kristine Breistøl‏) مواليد 23 أغسطس 1993 في أوسلو، هي لاعبة كرة يد نرويجية تلعب كظهير أيسر. مثلت منتخب النرويج لكرة اليد للسيدات.

## الإنجازات
- بطولة النرويج:
  - الفوز: 2012/2013، 2013/2014، 2014/2015، 2015/2016
- كأس النرويج:
  - الفوز: 2012، 2013، 2014، 2015

## روابط خارجية
- كريستين بريستول على موقع الاتحاد الدولي لكرة اليد (الإنجليزية)
- كريستين بريستول على موقع الاتحاد الأوروبي لكرة اليد (الإنجليزية)
- كريستين بريستول على موقع الاتحاد النرويجي لكرة اليد (النرويجية)
- كريستين بريستول على موقع اللجنة الأولمبية الدولية (الإنجليزية)
- كريستين بريستول على موقع أوليمبيديا (الإنجليزية)